# Clássico Botauto
O Botauto é o clássico que envolve os dois principais clubes de futebol de João Pessoa, o Auto Esporte e o Botafogo. O confronto é considerado o clássico mais antigo do Estado da Paraíba com 85 anos de existência. 

## História
O primeiro Botauto aconteceu em 3 de abril de 1938, no antigo estádio do Esporte Clube Cabo Branco, em João Pessoa, num jogo válido pelo Campeonato Paraibano: empate de 1 a 1, dando início a maior rivalidade do futebol pessoense. No mesmo certame de 1938 empataram em 2 a 2. Auto Esporte e Botafogo decidiram ainda nove campeonatos estaduais: 1948, 1949, 1953, 1954, 1955, 1956, 1957 e 1987. Sete desses confrontos foram vencidos pelo Botafogo (1948, 1949, 1953, 1954, 1955 e 1957) e dois pelo Auto Esporte (1956 e 1987).